# Museu Arqueològic de l'Esquerda
El Museu Arqueològic de l'Esquerda, situat a Roda de Ter, s'inaugurà l'any 1988 amb la intenció d'acollir els materials procedents de les excavacions arqueològiques al jaciment arqueològic de l'Esquerda i apropar els resultat d'aquestes al públic. La nova seu és a l'antiga caserna de la Guàrdia Civil, a l'avinguda de Pere Baurier, i substitueix la seu primigènia del carrer de Bac de Roda, 6.

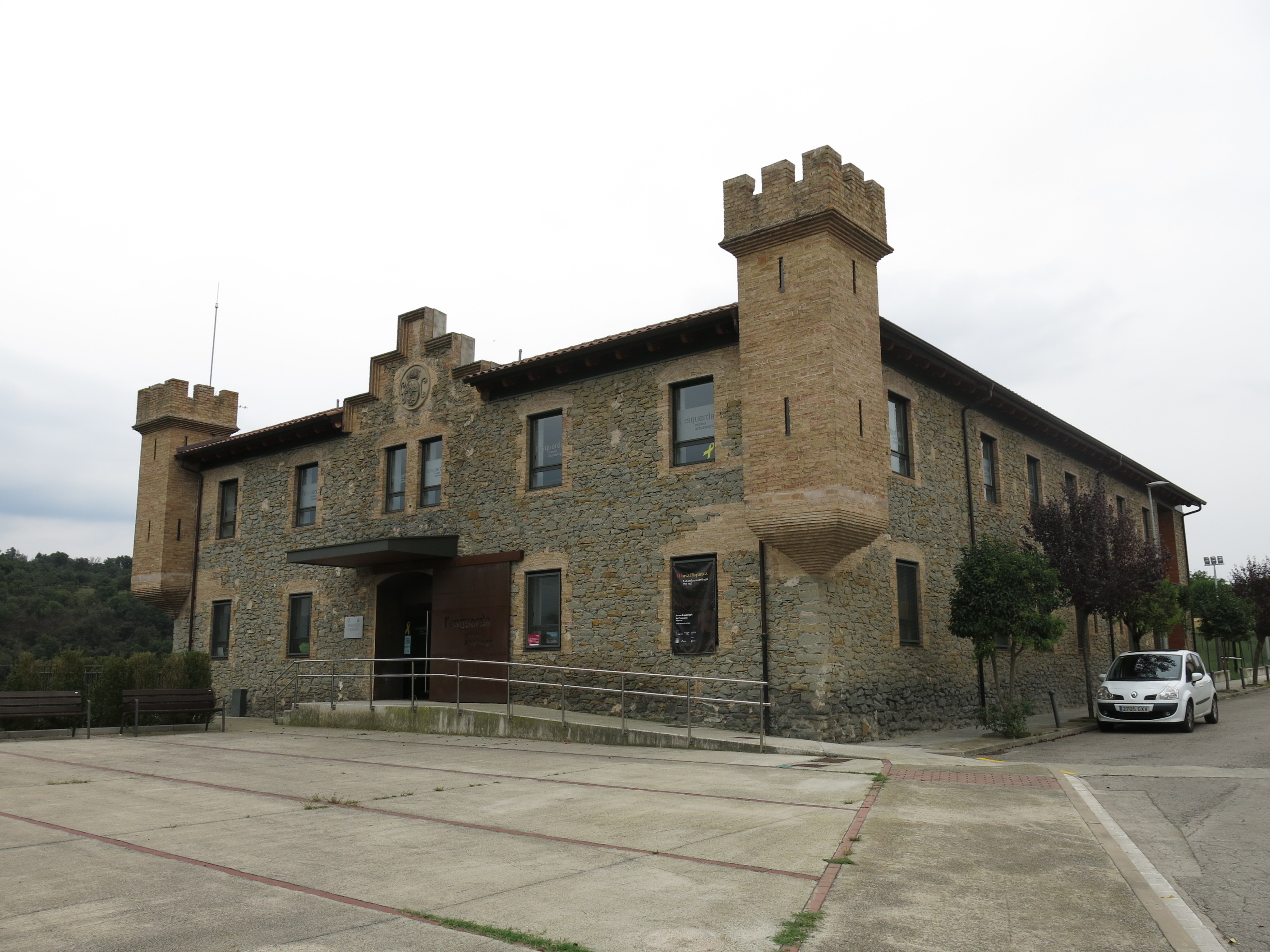
El nou edifici del museu, situat a l'antiga caserna de la Guàrdia Civil

## Exposició
El museu organitza el discurs de la seva exposició permanent en diversos apartats: entorn geogràfic, metodologia d'excavació i anàlisi, així com diversos aspectes de les dues etapes més conegudes fins ara al jaciment: l'Esquerda ibèrica i l'Esquerda medieval. Des de l'any 2003, acull també l'exposició Desperta Ferro!, que mostra un recull dels metalls més significatius recuperats en les excavacions. Aquesta exposició s'estructura en quatre parts: vida quotidiana, treball, comerç i guerra. Es pot veure un recull fotogràfic d'aquests objectes, així com l'explicació de les diverses activitats metal·lúrgiques documentades fins ara a l'Esquerda, en el catàleg homònim publicat.
A més d'exposar el material arqueològic procedent del jaciment, el Museu de l'Esquerda és l'organisme responsable de la difusió i de la coordinació d'activitats associades. Així, al llarg de l'any, el museu organitza diverses activitats destinades a tota mena de públic: visites per a escolars tant al jaciment com al museu, com a l'Àrea de Recerca Experimental Arqueològica de l'Esquerda, visites organitzades per al públic en general, cicle de conferències a principis d'any, cap de setmana ibèric, dia Internacional dels Museus, visites comentades al jaciment en finalitzar les excavacions, jornades de portes obertes, etc. També forma part de la Ruta dels Ibers, organitzada des del Museu d'Arqueologia de Catalunya (MAC). Es pot consultar la programació anual a la pàgina web oficial de l'Esquerda.
Es preveu una pròxima renovació (2013) de la museografia del museu.

## Peces destacades
- Conjunt de Fusaioles i Pondera ibèriques: Conjunt de peces d'època ibèrica, (s. IV-II aC) relacionades amb el procés de fabricació de teixits: fusaioles, es feien servir per tensar el fil en procés de filat, i els pondera o contrapesos de teler que servien per tensar l'ordit en els telers de tipus vertical. La cronologia d'aquestes peces procedents del jaciment arqueològic de l'Esquerda va del segle iv aC fins al segle ii aC. La fusaiola és un element corrent a la vida quotidiana, ja que es troba en moltes estances. Generalment era utilitzada per les dones per a la fabricació de fil de llana. Aquesta petita peça anava col·locada a l'extrem inferior d'un fus, una peça de fusta on es cargolava el fil. El fus de fusta generalment no es conserva. Les formes troncocòniques de les fusaioles augmentaven la velocitat i reduïen l'oscil·lació del fus durant la confecció del fil. Aquestes peces eren fetes d'argila a mà o a torn i algunes presenten elements decoratius geomètrics. Els telers eren bastidors de fusta formats per una carcassa quadrangular que s'instal·lava al vestíbul de la casa o l'exterior, per aprofitar la llum solar. Els manats de fils s'agrupaven i tensaven per mitjà de l'ús dels pesos o pondera, que podien tenir formes diferents. Amb aquests pesos es mantenien els fils verticals de l'ordit tensats.[4] Durant la celebració del Dia Internacional dels Museus de 2011 van ser destacades com a Joia del Museu.
- Conjunt de cascavells medievals: És un conjunt format per tres cascavells, dos d'ells localitzats entorn de l'església i un altre a l'interior d'una casa. Al poblat de l'Esquerda a part d'aquests tres picarols, també hi han aparegut altres petits fragments que formen part d'un cascavell (Núm. inventari 732/39). En aquest cas es pot precisar l'emplaçament exacte de l'objecte, trobat a la ferreria medieval (H-40)